# 1128
Високе Середньовіччя  •  Золота доба ісламу  •  Реконкіста  •  Хрестові походи  •  Київська Русь

## Геополітична ситуація
Візантію очолює Іоанн II Комнін (до 1143). Лотар II є королем Німеччини (до 1137), Людовик VI Товстий — королем Франції (до 1137).
Апеннінський півострів розділений: північ належить Священній Римській імперії, середню частину займає Папська область, південна частина півострова окупована норманами. Деякі міста півночі: Венеція, Піза, Генуя, мають статус міст-республік.
Південь Піренейського півострова захопили Альморавіди. Північну частину півострова займають християнські Кастилія, Леон (Астурія, Галісія), Наварра та Арагон, Барселона. Королем Англії є Генріх I Боклерк (до 1135), королем Данії Нільс I (до 1134).
У Київській Русі княжить Мстислав Великий (до 1132). У Польщі княжить Болеслав III Кривоустий (до 1138). На чолі королівства Угорщина стоїть Іштван II (до 1131).
На Близькому сході існують держави хрестоносців: Єрусалимське королівство, Антіохійське князівство, Едеське графство, графство Триполі. Сельджуки окупували Персію та Малу Азію, в Єгипті владу утримують Фатіміди, у Магрибі панують Альморавіди, у Середній Азії правлять Караханіди, Газневіди втримують частину Індії. У Китаї співіснують держава ханців, де править династія Сун, держава чжурчженів, де править династія Цзінь, та держава тангутів Західна Ся. На півдні Індії домінує Чола. В Японії триває період Хей'ан.

## Події
- 24 червня — військо португальського графа Афонсу розбила опозицію в битві при Сан-Мамеде.
- Після смерті перемиського князя Ростислава Володаровича Володимирко Володарович об'єднав Перемиське і Звенигородське князівства.
- У Полоцьку помер князь Рогволод Всеславич і прогнаний раніше Давид Всеславич відновив своє княжіння.
- Португалія стала фактично незалежною після того як Альфонс І Великий переміг під Сан-Мамеде війська своєї матері Терези з Леону.
- Архієпископ Мілана Ансельм коронував Конрада III королем Італії. Папа римський Гонорій II скасував цю коронацію.
- Виник конфлікт між правителем Сицилії Рожером II та папою римським щодо володінь на півдні Італії.
- Війська Візантійської імперії завдали поразки угорцям на Дунаї.
- Утворилося Каракитайське ханство. (дата приблизна)